# Giorgio di Arbela
Giorgio di Arbela, in siriaco Giwargis bar Tobi (Arbela, ... – ...; fl. X secolo), è stato un religioso, scrittore e vescovo cristiano orientale siro.
Appartenne alla Chiesa d'Oriente e fu metropolita di Mosul e Arbela dal 960 ca. fino ad oltre il 987.

## Biografia
Nel 960-961 si candidò, ancora relativamente giovane, al patriarcato di Seleucia-Ctesifonte. Abū ‘Alī al-Ḥasan ibn Ibrãhīm, il tesoriere cristiano dell'emiro Mu‘izz al-Dawla, si avvalse della propria influenza per favorire l'elezione di Israele di Kashkar; già molto anziano, Israele morì nel mese di settembre. Giorgio si ricandidò durante la riunione dei metropoliti nel 963, ma fu eletto Abdisho I in quanto candidato preferito dell'emiro. Giorgio si ritirò dalle successive elezioni patriarcali nel 987; in quanto l'emiro Sharaf al-Dawla, che aveva appena conquistato Baghdad con la forza, raccomandò ai vescovi di eleggere patriarca Mari bar Toba.

## Opere
Nel XVIII secolo Giuseppe Simone Assemani attribuì l'opera anonima conosciuta con il nome di Expositio officiorum a Giorgio di Erbil. Questo libro, diviso in nove sezioni, descrive le ore canoniche per un anno intero in minuzioso dettaglio. Generalmente gli studiosi moderni non credono che sia opera di Giorgio e a volte chiamano l'autore "Pseudo-Giorgio". 
Giorgio fu l'autore di un trattato sulla legge ereditaria.